# Chtouka
Chtouka  (in arabo شتوكة‎?) è un centro abitato e comune rurale del Marocco situato nella provincia di El Jadida, regione di Casablanca-Settat. Conta una popolazione di 33 170 abitanti (censimento 2014).